# Zone hors AGCS

Logo des collectivités se déclarant « Zone hors AGCS »

Plusieurs communes et collectivités dans le monde entier ont décidé de se déclarer Zone hors AGCS. Cette démarche, essentiellement symbolique, entend protester contre l'Accord général sur le commerce des services et combattre la mise en place de cet accord.
Ces collectivités refusent de voir leurs collectivités démises de leurs prérogatives et responsabilités électives, au profit d’une instance non élue, l’OMC. Elles souhaitent défendre les programmes qu’elles ont présentés aux populations qui les ont mis en place par un vote démocratique. Elles entendent résister par tous les moyens légaux à leur disposition contre l'AGCS qu'elles considèrent comme une attaque frontale visant la démocratie, puisque cet accord international prétend s'imposer alors que ni le Parlement, ni les collectivités territoriales n’ont été consultés à son sujet.
Elles entendent obtenir la suspension des négociations qui visent à privatiser certains services publics.

## Belgique
En Belgique, le Comité de pilotage belge est constitué de responsables des deux Organisations Syndicales FGTB/ABVV et CSC/ACV ainsi que de membres de diverses associations et ONG. Ce Comité de pilotage se réunit dans le cadre des activités du Forum Social de Belgique, espace d'échanges réunissant des mouvements sociaux, des syndicats, des ONG, des associations de quartier, des associations de solidarité internationale, des associations de lutte contre l’exclusion.
Il a participé, bien sûr, très activement à l’organisation de la Convention réunie à Liège et contribue également à l’élargissement de la dynamique tant au niveau belge qu’à l'échelle internationale. C’est ainsi que la campagne menée au niveau local pour l’augmentation du nombre des “Villes et Communes Hors AGCS” reste un des objectifs tout comme la préparation d’une nouvelle “Convention Internationale” prévue pour 2008.
Pour être fidèle à la “Résolution de Liège”, cette future Convention impose un élargissement du Comité de pilotage belge à des élus. Cet élargissement est en cours.

## Canada
Après Vancouver qui s'est déclarée dès 2000, de nombreuses municipalités dont Québec se sont déclarées zone hors-AGCS à la suite d'une délibération de leur Conseil de ville.

## France
La Région Île-de-France, par délibération du Conseil régional d'Île-de-France du 16 décembre 2004, s'est déclarée hors-AGCS.
La ville de Paris, par délibération du Conseil municipal du Conseil de Paris du 25 février 2003, s'est déclarée zone hors-AGCS.
La ville de Grigny (Rhône) dont l'ancien maire, René Balme, est secrétaire général du réseau national des élus et collectivités hors AGCS, a été l'une des premières à se déclarer hors AGCS.
Les villes de Fontenay-sous-Bois, Bobigny, Montreuil, Villejuif, Salaise-sur-sanne et Pierre-Bénite se déclarent Zone hors AGCS.
La ville de Notre-Dame-d'Oé (Indre-et-Loire) par délibération de son conseil municipal en date du 20 février 2004 s'est auto-déclarée « Zone hors AGCS » 
La Région des Pays de la Loire par délibération du Conseil régional en date du 30 juin 2004 s'est déclarée zone non AGCS.
La Ville de Bègles en Gironde s'est déclarée zone hors AGCS.
La ville de Carnoules (Var) s'est déclarée zone hors AGCS.
La ville de Méricourt (Pas de Calais) s'est déclarée zone hors AGCS le 21 novembre 2003.
Un « réseau national des élus et des collectivités hors AGCS » a pour but d'unir les efforts de ses adhérents pour empêcher par tous les moyens, y compris juridiques, le démantèlement des services publics.

## Suisse
En 2006, déjà près de 90 collectivités dans 11 cantons se sont déclarées hors-AGCS. Parmi celles-ci, les villes et communes de Genève, Romainmôtier-Envy et Fribourg.